# یواس‌اس ریجندام (آی‌دی-۲۵۰۵)
یواس‌اس ریجندام (آی‌دی-۲۵۰۵) (به انگلیسی: USS Rijndam (ID-2505)) یک کشتی بود که طول آن ۵۶۰ فوت (۱۷۰ متر) بود. این کشتی در سال ۱۹۰۱ ساخته شد.